# ASAP Mob
ASAP Mob (stylisé A$AP Mob) est un collectif américain de hip-hop et trap, originaire d'Harlem, New York.

## Histoire
ASAP Mob est fondé par ASAP Bari, ASAP Illz et ASAP Yams en 2007 à Harlem. Ils décident d’appeler le collectif ASAP Mob, les initiales ASAP voulant dire « Always strive and prosper » (« Toujours lutter et réussir »),.
En 2008, ASAP Rocky est présenté à ASAP Yams par ASAP Bari et rejoint ASAP Mob,. En 2011, ASAP Rocky sort la mixtape Live. Love. ASAP, qui est le premier projet d’un membre du collectif. Plusieurs membres y font leur première apparition. Cette mixtape connaît un bon succès commercial et ASAP Rocky signe un contrat en major à la suite de ce succès,,.
En août 2012, ASAP Mob sort sa première mixtape collective, Lords Never Worry. La mixtape est mal accueillie par les critiques musicaux. Pitchfork estime qu’à l’exception d’ASAP Rocky et d’ASAP Ferg, les membres d’ASAP Mob ont « montré qu’ils ont un long chemin à parcourir avant de devenir des figures incontournables à eux seuls », et attribue à la mixtape une note de 4,9/10. En novembre 2012, deux membres d’ASAP Mob sont impliqués dans une altercation contre leur collectif ennemi Raider Klan, ce qui mène à une intervention de la police.
En 2014, le collectif prévoit de sortir un album intitulé L.O.R.D. qui ne voit finalement jamais le jour malgré la sortie de plusieurs extraits.
Le 8 janvier 2015, ASAP Yams, cofondateur du collectif, meurt. La mort d’ASAP Yams marque profondément le collectif, dont le prochain album était planifié par Yams. Le collectif lance le festival Yams Day à l’occasion du premier anniversaire de sa mort. En octobre 2016, ASAP Mob sort sa deuxième mixtape, Cozy Tapes Vol 1: Friends. Le collectif y rend hommage à ASAP Yams. Pour Pitchfork, « Rocky divertit constamment sans livrer aucun bon mot, et l’album est séquencé de manière à masquer les faiblesses de certains de ses membres les moins bons ». Le site lui attribue une note de 7,1/10.
En juillet 2017, ASAP Bari, l’un des fondateurs du collectif, est accusé d’agression sexuelle suivant la mise en ligne d’une vidéo l’incriminant. En août 2017, le collectif sort sa troisième mixtape, Cozy Tapes Vol. 2: Too Cozy. Pitchfork lui attribue une note de 6/10 et déplore un « manque d’énergie et de concentration » de la part du collectif. La mixtape fait 41 000 ventes en première semaine et finit sixième du Billboard Hot 100.
Le début de l’année 2020 voit la mort de plusieurs membres du collectif : le DJ J. Scott en février et la rappeuse Chynna en avril,. En septembre 2020, ASAP Illz annonce l’exclusion d’ASAP Ferg du collectif, l’accusant de voler des idées. ASAP Nast déclare cependant qu’ASAP Ferg est toujours membre du collectif. Il est finalement réintégré au sein du collectif.
En avril 2022, ASAP Rocky est arrêté pour une affaire d’attaque à l’arme à feu dont un membre du collectif, ASAP Relli, dit être victime.

### Mode
En septembre 2013, ASAP Mob lance sa première collection de vêtements officielle ainsi qu’un magasin de vêtements en ligne. En juin 2014, le collectif sort une collection capsule avec la marque de prêt-à-porter PacSun.
ASAP Bari est le créateur de la marque Vlone, ASAP Ant est le créateur de la ligne de vêtements Marino et ASAP Twelvyy est le créateur de la marque Last Year Being Broke,.
Pour le magazine Vogue, ASAP Mob a une « influence mode bien établie », s’étant fait remarquer grâce à « leur mélange espiègle de basiques streetwear et de pièces de défilé ».

## Discographie

### Mixtapes
- 2012 : Lords Never Worry
- 2016 : Cozy Tapes Vol. 1: Friends
- 2017 : Cozy Tapes Vol. 2: Too Cozy